# 乃蛮
乃蛮（意为「八」），古代突厥-蒙古混合部落，有可能是蒙古化的突厥人或是突厥化的蒙古人，於11世紀開始居住在蒙古高原西部。辽金时游牧于阿尔泰山与杭爱山之间，北接斡亦剌惕，西界高昌回鶻。讲突厥语，可能也有蒙古語族群在部落内，使用畏兀儿文字。他们有一突厥名（八姓乌古斯人，别帖乞乃蛮歹），又可音譯「乃馬、乃滿、廼蠻、奈曼、奈蠻、耐滿、粘拔恩、粘八葛、粘八噶」等。乃蠻被蒙古所灭後，故地在1225年被成吉思汗封給其子窩闊台。元至大二年（1309年），窝阔台汗国被察合台汗國及元朝瓜分。

## 歷史

### 部族起源
《史集》记载，起初乃蠻境内有「别帖乞」和「乃蠻」两个近邻的突厥部落。起初别帖乞比克烈和乃蠻更强，后被乃蠻吞并，成为乃蠻的属部，称为别帖乞乃蠻或别帖乞乃蠻万户。乃蠻也因此成为蒙古高原诸部中“国大民众”、势力最强的大部。他们游牧于大阿尔泰山及其周围广阔的地域内，东面与克烈部为邻，南隔沙漠与畏兀儿相望，西到也儿的石河（今额尔齐斯河）与康里人接壤，北抵阿雷和撒剌思河（今鄂毕河上游支流）地区，毗连乞儿吉思之境。

### 遼金時期的乃蠻
中国史书最早提到乃蠻，是在遼天祚帝時期，耶律大石时代他们臣属于西辽；在金世宗大定年间，酋長“撒里雅”、“寅特斯”，帶康里部長“勃古”的三萬戶內附金國。有学者推断「寅特斯」即亦難赤必勒格汗。
最早见于记载的乃蠻君主是纳儿黑失·太阳及其弟亦难赤汗。亦难赤汗曾发兵助王汗之弟也力可哈剌攻王汗，夺取克烈部众给也力可哈剌。亦难赤汗死，其二子不和，终于导致分裂。長子拜不花继承其父“太阳汗”位；次子称不亦鲁黑汗，避居于黑辛八石（又译乞则里八寺海，今新疆吉力库勒和布伦托海）周围的山地，自成一支，称为“古出古惕乃蛮”。

### 滅亡之後的乃蠻

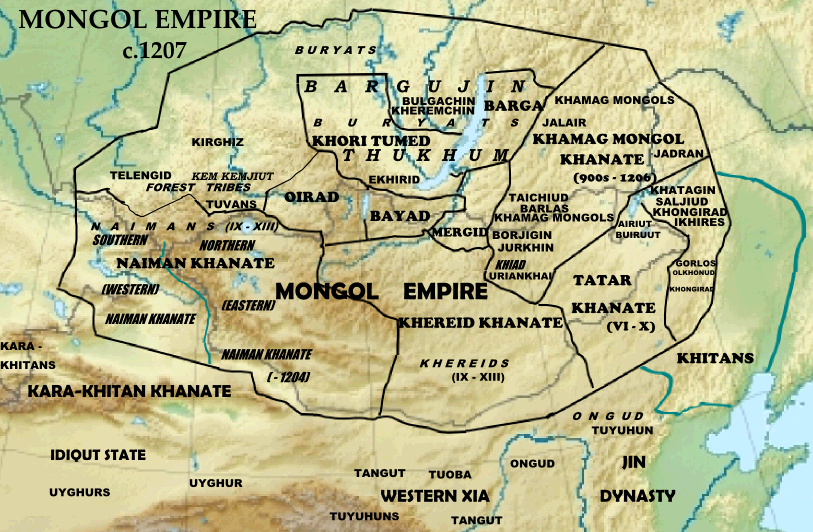
元太祖二年（1207年）的蒙古高原部落，乃蠻位於西南部。

1204年，太阳汗被铁木真大軍所杀，太阳汗的儿子屈出律逃到西遼（屈出律為哲别所杀）。余下的乃蠻人被收编入蒙古大军，成为蒙古西征时期的重要力量。其中要特别指出的是乃蠻的国师畏兀儿人塔塔统阿。他不仅成为黄金家族的财政大臣，还教蒙古人以畏兀儿字书写蒙古语。成吉思汗黄金家族和乃蠻贵族通婚也很常见。　
成吉思汗的儿子，蒙古帝国的第二任大汗窝阔台的妻子就是乃蠻人。乃蠻部中其他著名的人物是哈薩克汗國中玉茲乃蠻部“哈剌克烈”氏族中的卡班巴依巴圖魯，他是阿布賚手下的重要將領。

## 社会
蒙古兴起前，乃蛮国君专称为太阳汗。卜古（bügü）、不欲鲁（buyiruq，又译杯禄，唐译裴禄、梅禄、密禄，义为大君）则是借用突厥、回鹘的汗号和官称，其他王室和部将的名字也都是突厥语词，可见乃蛮主要是继承了突厥、回鹘的文化传统。乃蛮国家机构中通用畏兀儿文字，他們是草原上最文明的部落，“出纳钱谷，委任人才，一切事皆用”畏兀儿字金印“以为信验”。乃蠻人信薩滿教，但也有信仰佛教及景教，基督教聂思脱里派在乃蛮得到广泛的传播，但是萨满教的影响无处不在，融入蒙古的乃蠻人則在16世紀信仰黃教。

## 人口
哈萨克汗国时期乃蛮部有200万人。今天这些乃蛮人的后代分布在东哈萨克斯坦州、阿拉木图州东北部、卡拉干达州中部，人口接近200万，是今天哈萨克三大玉兹里人口最多的一个部落。他们有三个氏族：「terstamagaly，saryjomart，tolegetai」。乃蛮人主体留在了哈萨克人里（人口中超过200万），但是在吉尔吉斯人、巴什基尔人、诺盖人、乌兹别克人、塔塔尔族、卡拉卡尔帕克族，阿富汗哈札拉族（什叶派穆斯林）中的一部分人也是蒙古西征後遗留的乃蛮人的后代，中国哈萨克族、裕固族中也能找到他们的后裔。
蒙古族也有乃蛮人的血统，定居在西部蒙古四大汗国的后裔最终都皈依了伊斯兰教，东部的乃蛮人在明清时代属于奈曼部，后代世居在新疆的伊犁哈萨克自治州和内蒙古的奈曼旗。

## 著名人物
- 太陽汗
- 屈出律
- 古兒別速
- 乃馬真后（昭慈皇后）
- 怯的不花